# 喜马拉雅栅蛛
喜马拉雅栅蛛（学名：Hahnia himalayaensis）为栅蛛科栅蛛属的动物。在中国大陆，分布于西藏等地，一般栖息于林间草丛。其生存的海拔上限为2950米。该物种的模式产地在西藏。